# José Ciudad Aurioles
José Ciudad y Aurioles (Córdoba, 26 de noviembre de 1849-Madrid, 15 de mayo de 1924) fue un jurista y político español, que ocupó la presidencia del Tribunal Supremo entre 1917 y 1923.

## Biografía

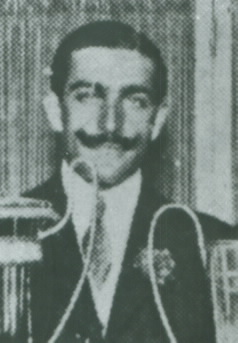
Fotografiado por Furnells

Accedió a la carrera judicial, ejerció como juez y magistrado y llegó a ser nombrado presidente de la Audiencia de Málaga. Se casó con Carmen Villalón Reina, oriunda de Morón de la Frontera. El matrimonio tuvo cinco hijos.
Miembro del Tribunal Supremo, en el año 1917 se convirtió en su presidente, manteniéndose en este puesto hasta 1923, año en el que se produjo el golpe de Estado del general Primo de Rivera.
En 1898 fue nombrado caballero de la Orden militar de Santiago.
José de Ciudad y Aurioles también fue diputado conservador en 1903 por la provincia de Sevilla y senador por derecho propio de 1919 a 1923. También fue vocal de la Comisión General de Codificación.
En 1915, su hija Rafaela Ciudad Villalón, nacida en Sevilla, aunque criada en Madrid se casa con el arquitecto Eduardo Gambra Sanz. La pareja tuvo un solo hijo, el filósofo Rafael Gambra.